# 魔女之刃 (動畫)
《魔女之刃》（WITCH BLADE），是日本GONZO所製作的動畫作品，也是中部日本放送參與製作的第二部動畫作品（第一部是《最終兵器彼女》）。

## 故事概要
據說從遠古流傳下來的最強兵器，它的名字叫做「WITCHBLADE」。它的存在就是戰鬥，但是啟動WITCHBLADE需要一樣必須的道具，那就是被她選中的命運之女。未來的東京，為了奪取這最強兵器的兩大組織：為了開發最強兵器的導示重工和通過遺傳因子來制造優秀人類的NSWF。兩大組織不擇手段的爭奪著只有被選中的女人(道具)才能操作的最強兵器「WITCHBLADE」。在地震災害6年後的東京，命運之女候選者天羽雅音一家的殘酷命運開始了……

## 登場人物

### 奈月大廈
天羽雅音（聲：能登麻美子）
為了與女兒梨穗子一起生活，來到東京。樂觀天真爛漫的性格、巨乳。被WITCH BLADE選中成為「裝備者」，其實只是梨穗子的代替品，負責在梨穗子長大前保護她。故事中後期為了對抗導示所製的BLADE，進行二度變化，轉成雙手武裝型，力量大幅上升，實力變成與新型CLONE BLADE相約，但結晶化速度也同時上升。6年前發生的大震災以前的記憶全部失去，只有母子証明書証明梨穗子與其的關係及其姓名。故事中期去到過去的家園也沒有感覺，只從過去的所有物品得知原本的名字叫大原寧夏。居住在奈月大樓。最後在光芒中消失。鷹山澪士的所愛之人。
天羽梨穗子（聲：神田朱未）
雅音的"女兒"。聰明的女孩子。年紀小小就能處理家務及照顧媽媽。某程度上，她的角色好比雅音的媽媽。擅長料理。真正身份是蘇峰玲奈與鷹山澪士的女兒。為WITCH BLADE的最適合者。
奈月真理子（聲：伊藤舞子）
奈月大樓及相屬酒館（Marry's Gallery）的房東。口壞但很和善。
張（聲：樫井笙人）
奈月大樓租客。是好色老頭子，常以好色的眼光看著身材豐滿的雅音。十分照顧梨穗子，可說是梨穗子的好朋友。在網絡上十分有名，能要求御宅朋友收集情報。
斗澤祐介（聲：松風雅也）
奈月大樓租客。自由的攝影記者。不喜歡使用數碼相機，生活十分潦倒，終日以攝影X-con的殺人事件作新聞。知道雅音是WITCH BLADE後，以雅音的獨家記者跟隨攝影。雖然與警長中田哲好像有過節，但他們交情不錯。常以「雅胸」為雅音的暱稱，亦是雅音和梨穗子的好朋友。
娜梅（聲：伊藤實華）
奈月大樓租客。使用筮簽作算命。因為生性怕人，沒有做過任何占卜的生意，只為租客們占卜。但出鏡率比同為住客的麥克還要高。其真名是直美，因為真理子經常沒記住她名字又叫成娜梅。因而這樣名字自然而然的變成娜梅。
麥克（聲：桐井大介）
奈月大樓租客。似乎是藝人，但因為沉默寡言，給人神秘的感覺。

### 導示重工
鷹山澪士（聲：小山力也）
WITCH BLADE的有關當局導示重工特殊機局的局長，武器I-Weapon的負責人。為WITCH BLADE裝備者雅音的「雇主」。外表冷酷，但卻有溫柔的一面。常被雅音取笑會變成禿子，由於被和銅將也陷害退出導示。
瀬川弘樹（聲：鈴村健一）
鷹山的秘書，雅音的幫助員。愛乾淨及規規矩矩的性格。與簡慢的鷹山有強烈對比，乍看之下待人接物的態度很好。但卻是個牆頭草，善於跳槽的人。
和銅將也（聲：中多和宏）
導示重工生物局的局長。鷹山的大學時代的前輩。對評價很高的鷹山，產生了敵意。決意出售男性也能使用的Ultimate Blade ，實力較舊型WITCH BLADE高，但因裝備者不能負擔而被鷹山反對生產，令自己的男秘書裝上Ultimate Blade 追殺鷹山，但被雅音消滅。先後利用x-con資料流失及導示的Ultimate Blade 以製造導示亂殺人的責任加害推給鷹山負責，導致鷹山掉落陷阱不得已只好已"對社會大眾交代的責任"遞出辭呈。(和銅目前為導示重工武器開發特殊技術部與生物局的局長)

### NSWF
古水達興（教父）（聲：小川真司）
NSWF的理事長，亦是兒童福利廳的創辦者。據說興辦兒童福利廳的目的是從兒童中選取適合裝置WITCH BLADE的人。從對慈善事業，被人們尊稱為「教父」。表面上是善長，但其實是個戀母情結的人。由於自己的不育，將責任歸於母親。在NSWF中，以自己的精子與「新人類」的卵子結合，作近親繁殖，以生下完美的「新人類」，其實只想生下完美的母親。曾在晚上進入瑪莉亞的房間把睡著了的瑪莉亞視作母親，瑪莉亞察覺後感到不滿，並動了殺機。被瑪莉亞知道他製造新人類的目的後，被瑪莉亞殺掉。
蘇峰玲奈（聲：園崎未惠）
法醫。從屬NSWF。教父創造出來的「新人類」，被稱為「LADY」。因適合裝置WITCH BLADE而被教父重視，亦是CLONE BLADE的裝備者，在CLONE BLADE中是最強的一人。肉體與頭腦並重的女性。是梨穗子的生母，在生下梨穗子後WITCH BLADE適合下降，令澪士發現適合裝置WITCH BLADE的其實是梨穗子。因沒有人類的感情，對瑪莉亞漠不關心，令瑪莉亞情緒不穩定，知道自身開始結晶化後，為保護梨穗子而把瑪莉亞引開，被瑪莉亞所殺。最後因保護了女兒而感到滿足。
都築栞（聲：伊藤静）
玲奈的秘書。對玲奈抱尊敬和愛慕之心。稱呼玲奈為「老師」。擁有豐滿的身材，原本性格是元氣爽朗，開始結晶化後變得極為瘋狂。CLONE BLADE的裝備者，是唯一一個CLONE BLADE裝備者能二度變化（由單手武裝變化成雙手武裝，外觀上也有大大的轉變）。早期與WITCH BLADE戰鬥，打倒WITCH BLADE後更想擁有鷹山，與被按在地上的鷹山接吻後，想進一步行動時，結晶化死亡。
諾拉（聲：弓場沙織）
教父的秘書。沒有表情，但智慧很高。對教父有絕對的忠誠心。CLONE BLADE的裝備者。中期被蘇峰玲奈所殺。
瑪莉亞（聲：水樹奈奈）
第二代的新人類中最優秀的少女。受到教父的寵愛。情緒不穩定，殘暴。第一個新型CLONE BLADE（雙手武裝型的CLONE BLADE，較過去的CLONE BLADE強數倍，並預測力量較舊型WITCH BLADE高）的裝備者。母親為蘇峰玲奈，把玲奈殺死後情緒大大轉變，為追求力量把教父殺害。但被淺水指出只是樣子裝成大人，最終戰鬥時，被淺水觸怒，偷襲淺水。最終與WITCH BLADE戰鬥時把雅音看作蘇峰玲奈後被雅音所殺，最後發現自己只是在追求母親。
葵（聲：小野涼子）
第二代的新人類，瑪莉亞的親信。稱年紀相若的瑪莉亞為「瑪莉亞大人」。精神穩定，但會為瑪莉亞而失去自我。第二個新型CLONE BLADE的裝備者。最終與WITCH BLADE戰鬥時因失去自我被雅音所殺。
淺水（聲：渡邊明乃）
為捕獲Witch Blade而選出的第二代新人類，對周圍事物漠不關心。第三個新型CLONE BLADE的裝備者。最終與WITCH BLADE戰鬥時，言語上令瑪莉亞憤怒，之後被秒殺。實力不明，只知在第二代新人類的高位，在實力並未展示時被偷襲死亡。
西田惠（聲：玉川紗己子）
CLONE BLADE的主任研究員。瑪莉亞的「養母」。教父對她的信心很高。研發新型CLONE BLADE的人。故事中期把新型CLONE BLADE資料送給和銅将也，令導示也有BLADE，不過受導示反對，所以並沒有量產，只有一台，但使和銅在中後期研發了IU-Weapon，不過也只是少量。對WITCH BLADE異常感興趣。最後被暴走的I-Weapon輾斃。

### 警視廳
中田哲（聲：三宅健太）
警視廳特搜5主管人員的刑警，可以因為特殊事件而超越管轄範圍查案。討厭因為攝影素材而隨意潛入現場的斗澤。

## 專有名詞
Witchblade（魔女之刃）
蕴含着无法想像的魔力的上古兵器，外形是一个中心镶有红色珠玉的腕镯，它的历任持有者活跃在史上的许多战争中，但很少人有意识到魔女之刃是具有自我意识和谜样欲望的存在。
CloneBlade
大地震前NswF在对Witchblade进行研究后制造出的WitchBlade复制品，因而也称为Cloneblade。Cloneblade具有Witchblade的许多特性，外观也类似于Witchblade（区别是中心为蓝色珠玉），但力量并不如Witchblade。为NswF的“Sisters”所佩戴，其中少数人同时佩戴有两个Cloneblade。
X-con
导示重工在大地震前批量制造的人形兵器，平时保持人形，在探测到Witchblade和“Sisters”的气息后会化为原型进行攻击。正如Witchblade和Cloneblade一般，X-cons也非常好战。
Neo-Genes
Cloneblade的适性者，从NswF挑选出后在经过一段时间的训练后就会佩戴上Cloneblade，且她们都拥有各自独特的护甲与武器。
iWeapons
导示重工制作出的第二代兵器。外形是坦克状，而且带有大量的导弹以及一门火炮。与X-cons不同的是，它们是受人工操控的，而且内建了对Witchblade气息的免疫装置，避免与之相遇时失控暴走。
Ultimate Blade
导示重工生物局的和铜为了超越鹰山而秘密研制的实验性生物武器。虽然拥有甚至比Witchblade更强劲的力量，而且男性也可装备，但也会加快装配者肉体的崩坏。

## 製作人員
- 原作：Top Cow Productions,Inc.
- 監督：大橋譽志光
- 系列構成：小林靖子
- 人物設定、總作書監督：
- 設定考証、概念設計：小倉信也
- 設計工作：松原一之
- 色彩設計：佐藤祐子
- 美術監督：東潤一
- 攝影監督：木下陽方
- 編集：廣瀬清志
- 音響監督：明田川仁
- 音樂：宅見將典

## 主題曲
OP1「XTC」（第1話～第13話、第24話）
作詞・作曲：YOFFY/編曲：大石憲一郎/歌：PSYCHIC LOVER
OP2「Dear Bob」（第14話～第23話）
作詞・作曲：AKIO/編曲・歌：KOOLOGI
ED1「あしたの手」（第1話～第12話）
作詞・作曲・編曲：橋本由香利/歌：能登麻美子
ED2「靴ひも」（第13話～第23話）
作詞：asami/作曲：山沢大洋/編曲：武藤星児/歌：山本朝海
ED3「鼓動GET CLOSER」（第24話）
作詞・作曲：YOFFY/編曲：大石憲一郎/歌：PSYCHIC LOVER

## 各集标题
| 话数 | 标题 | 脚本     | 分镜                | 演出                    | 作画监督          |
| ---- | ---- | -------- | ------------------- | ----------------------- | ----------------- |
| 1    | 始   | 小林靖子 | 大橋誉志光          | 土屋浩幸                | 鈴木信吾          |
| 2    | 惑   | 小林靖子 | 藤森一真            | 林直孝                  | 関口雅浩          |
| 3    | 抗   | 小林靖子 | 関野昌弘            | 安形裕篤                | 小林利充          |
| 4    | 動   | 小林靖子 | 小林孝嗣            | 小林孝嗣                | 藤井真澄          |
| 5    | 探   | 小林靖子 | 杉島邦久            | 国崎友也                | 実原登            |
| 6    | 変   | 小林靖子 | 佐野隆史            | 嵯峨敏                  | しんごーやすし    |
| 7    | 過   | 小林靖子 | 西森章              | 徳本善信                | 岡辰也            |
| 8    | 互   | 小林靖子 | 田中孝弘            | 友田政晴                | 鈴木信吾          |
| 9    | 哀   | 井上敏樹 | 藤森一真            | 久保山英一              | 中野彰子          |
| 10   | 交   | 小林靖子 | 森田宏幸            | 林直孝                  | 小島彰            |
| 11   | 危   | 小林靖子 | 名村英敏            | 川崎満                  | 日向正樹          |
| 12   | 囚   | 小林靖子 | 小林孝志            | 小林孝志                | 小林利充 山中正博 |
| 13   | 別   | 小林靖子 | 佐野隆史            | 岡崎幸男                | 藤井真澄          |
| 14   | 家   | 吉村清子 | 森田宏幸            | 高橋正典                | Shuzilow.HA       |
| 15   | 絆   | 小林靖子 | 藤森一真            | 信田ユウ                | 鈴木信吾          |
| 16   | 憩   | 吉村清子 | 嵯峨敏              | 嵯峨敏                  | 金子拓            |
| 17   | 錯   | 小林靖子 | 友田政晴            | 友田政晴                | 小島彰            |
| 18   | 転   | 吉村清子 | 西森章              | 浅見松雄                | 小林利充          |
| 19   | 思   | 小林靖子 | 佐野隆史            | 林直孝                  | 藤井真澄          |
| 20   | 願   | 吉村清子 | 関野昌弘            | 関野昌弘                | 山中正博          |
| 21   | 誓   | 吉村清子 | 名村英敏            | 小林孝嗣                | 坂崎忠            |
| 22   | 告   | 小林靖子 | 千明孝一            | 信田ユウ しんごーやすし | しんごーやすし    |
| 23   | 乱   | 小林靖子 | 藤森カズマ          | 友田政晴                | 小林利充 小島彰   |
| 24   | 光   | 小林靖子 | 森田宏幸 大橋誉志光 | 林直孝                  | うのまこと        |

## 漫畫
魔女之刃丈琉(ウィッチブレイド丈琉，Champion RED連載，小林靖子編劇，隅田和麻作畫，英文版由Top Cow Productions發行，臺灣中文版由東立代理發行)

## 外部連結
- 動畫官方網站 （页面存档备份，存于）（日語）